# Kawade Shobo Shinsha
Kawade Shobo Shinsha (河出書房新社} (kawade shobo shinsha?)) este o editură japoneză. Sediul central se află în Tokio, sectorul Shibuya, cartierul Sendagaya.
Tomohisa Kawade, al treilea în dinastia președinților companiei, este un poet de waka și autorul unei culegeri de poezii în stilul waka, „Hakuyōshū” (白葉集 lit. „Culegere de file albe”?) în trei volume (Editura Tankakenkyu, iunie 2004). În anii de studenție la editură au lucrat mai mulți poeți waka, printre care Yukitsuna Sasaki⁠(ja)[traduceți], Kimihiko Takano⁠(ja)[traduceți] și Shigeki Ono⁠(ja)[traduceți].

## Istoric
Istoria editurii a început în 1886 (anul 19 al erei Meiji) când Seiichiro Kawade（1857-1936）a deschis în cartierul Nihonbashi (Tokyo, sectorul Chuo) o filială a librăriei Seibido cu sediul în Gifu. În același timp a publicat cărți, preponderent manuale și cărți de referință, la care s-au adăugat și materiale despre agricultură.
În 1933 (anul 8 al erei Showa), Takao Kawade (1901-1965), ginerele lui Seiichiro și al doilea în dinastia președinților, a schimbat denumirea companiei în „Kawade Shobo” și a axat-o pe publicarea operelor de literatură, artă și cugetări. În 1944 (anul 19 Showa), după o restructurare, editura a achiziționat revista literară ''Bungei''⁠(en)[traduceți]. În 1945 (anul 20 Showa) în urma bombardamentelor sediul editurii a fost distrus și compania s-a mutat în sectorul Chiyoda, cartierul Kanda Ogawamachi.
În 1950 editura a publicat cartea lui Shintaro Ryū⁠(ja)[traduceți] Cum să privești lucrurile, care ulterior a devenit un bestseller. În 1954, în semn de comemorare a 70 de ani de la fondarea companiei, a fost anunțată lansarea revistei generale Gendai Seikatsu (現代生活 Viața modernă?), însă personalul editorial a furat fondurile alocate. Cu toate că revista a fost totuși lansată sub denumirea Chisei (知性 Înțelepciunea?), aceasta a condus la falimentarea companiei în 1957 și relansarea activității sub denumirea de „Kawade Shobo Shinsha” (adica „Noua companie Kawade Shobo”). În martie aceluiași an editura a început să publice „Shūkan josei” (週刊女性 lit. „Săptămânalul pentru femei”?), prima ediție săptămânală destinată femeilor, dar din cauza falimentului publicarea revistei a fost sistată după numai patru numere. În august același an drepturile de editare și publicare a revistei au fost transferate editurii „Shufu to Seikatsu Sha⁠(ja)[traduceți]”. În 1965 Takao Kawade a murit și Akihisa Kawade (născut în 1938) a devenit al treilea președinte. În 1967, potrivit Legii cu privire la reabilitarea corporativă, compania a declarat faliment repetat și a fost restructurată sub conducerea noului președinte, Takayuki Nakajima. În decembrie 1968 editura a publicat Fantezia comunală a lui Takaaki Yoshimoto⁠(ja)[traduceți].
În 1977 editura s-a mutat din cartierul Higashi-Ōi al sectorului Shinagawa în cartierul Sumiyoshi al sectorului Shinjuku și Masaru Shimizu a devenit noul președinte. După doi ani sediul s-a mutat în cartierul Sendagaya (adresa actuală). Vechea companie „Kawade Shobo” s-a aflat în starea de inactivitate, păstrându-i-se doar înregistrarea juridică, însă în anul 2000 a reluat activitățile în Higashi-Ōi. În 2007 cele două companii au semnat un acord de parteneriat în afaceri și comerț.
În 1962 a fost instituit Premiul Bungei. Printre câștigătorii premiului se numără romancierul Kazumi Takahashi⁠(en)[traduceți]. Principalele bestselleruri au fost „Oarecum, Crystal⁠(ja)[traduceți]” de Yasuo Tanaka⁠(en)[traduceți] (premiul Bungei, ediția 17), „1980 Aiko 16 sai⁠(ja)[traduceți]” (1980アイコ十六歳 „1980, Aiko de 16 ani”?) de Akemi Hotta⁠(ja)[traduceți] (premiul Bungei, ediția 18) în 1981, „Sagawa-kun kara no tegami” (佐川君からの手紙 „Scrisoarea de la tânărul Sagawa”?) de Jūrō Kara⁠(en)[traduceți] în 1983 și „Sarada kinenbi” (サラダ記念日 „Aniversarea salatei”?) de Machi Tawara în 1987.
Premiul Bungei a lansat scriitori celebri precum Ami Yamada⁠(en)[traduceți], Mayumi Nagano⁠(ja)[traduceți], Tomoyuki Hoshino⁠(en)[traduceți], Maki Kashimada⁠(en)[traduceți], Kō Nakamura⁠(ja)[traduceți], Risa Wataya⁠(en)[traduceți], Keisuke Hada⁠(ja)[traduceți], Gen Shiraiwa⁠(ja)[traduceți], Nao-Cola Yamazaki⁠(en)[traduceți], Nanae Aoyama⁠(en)[traduceți], Kenichirō Isozaki⁠(ja)[traduceți] etc. Premiul a devenit poarta de intrare pentru scriitorii debutanți.
În 1997 „Chokore:to-no kakumei⁠(ja)[traduceți]” (チョコレート革命 „Revoluția de ciocolată”?) de Machi Tawara a devenit bestseller. La sfârșitul anilor 1990 a avut loc un boom al tinerilor scriitori și literatura japoneză a intrat în vogă. Atunci au debutat Masaya Nakahara⁠(en)[traduceți], Shu Fujisawa⁠(en)[traduceți] și alții.
În 2002 postul de președinte a trecut de la Masaru Shimizu la Shigeo Wakamori. Bestsellerul principal a fost seria „Otona-no nurie” (大人の塗り絵?) (în total s-au vândut 5 milioane de exemplare). „Nobuta wo Produce⁠(ja)[traduceți]” (野ブタ。をプロデュース Nobuta o Purodyūsu?) de Gen Shiraiwa (mai târziu transpusă în dramă televizată), „Hito no Sekkusu wo Warauna⁠(ja)[traduceți]” (人のセックスを笑うな Hito no Sekkusu wo Warauna?) de Nao-Cola Yamazaki (ecranizată ulterior), „Hitori Hiyori⁠(ja)[traduceți] de Nanae Aoyama (câștigătoarea Premiului Akutagawa⁠(en)[traduceți], ediția 136), „Suiri Shōsetsu⁠(ja)[traduceți]” (推理小説 Suiri Shōsetsu?) de Takehiko Hata⁠(ja)[traduceți] (transpusă ulterior în dramă și film).
În 2004 apare „Keritai Senaka⁠(ja)[traduceți]” (蹴りたい背中 keritai senaka?, „Vreau să te lovesc în spate”) de Risa Wataya, cea mai tânără scriitoare care a câștigat Premiul Akutagawa, și a devenit bestseller cu 1,27 mln cărți vândute.
În 2007, la aniversarea a 120 de ani de la fondarea editurii, a fost inaugurată seria „{{ill|ja|Literatura mondială - culegere completă|池澤夏樹=個人編集 世界文学全集” (30 de volume în 3 etape, editate de Natsuki Ikezawa). A devenit un bestseller, lucru excepțional pentru culegeri de literatură modernă. În 2014, la aniversarea a 130 de ani de la fondarea editurii, a fost inaugurată seria „Literatura japoneză - culegere completă” (30 de volume în 3 etape, editate de Natsuki Ikezawa).
În 2011 postul de președinte a trecut de la Shigeo Wakamori la Yū Onodera. Bestsellerurile principale au fost „Yatte wa Ikenai Fūsui” (やってはいけない風水? „Feng-shui inadmisibil”) de Shizuki Kaho, „Tsubaki” („Tâlharul”) de Fuminori Nakamura⁠(en)[traduceți], „Tokyo Prison” de Mari Akasaka⁠(en)[traduceți], „Shisha no Teikoku” („Împărăția morților”) de Project Itoh⁠(en)[traduceți] și Toh EnJoe⁠(en)[traduceți] (premiul special la ediția 33 a premiului Nihon SF Taisho⁠(en)[traduceți]), „Sōzō Rajio” (想像ラジオ? „Radioul imaginației”) de Seiko Ito⁠(ja)[traduceți] (premiul Noma pentru autorii debutanți, ediția 35), „Yūbe no Karē, Ashita no Pan⁠(ja)[traduceți]” de Izumi Kizara⁠(ja)[traduceți] (mai târziu transpus în dramă televizată), „Kiritore, Ano Inoru Te Wo” (切りとれ、あの祈る手を? „Desprinde-ți mâinile adunate pentru rugăciune”) de Ataru Sasaki⁠(ja)[traduceți] (Premiul Kinokuniya pentru literatură umanistă⁠(ja)[traduceți], 2010), „Ugokisugite wa Ikenai” („Să nu te miști prea mult”) de Masaya Chiba⁠(ja)[traduceți] (Premiul Kinokuniya pentru literatură umanistă, 2013), „Minshushugi tte nan da?” („Ce-i aia democrație?”) de Genichiro Takahashi⁠(en)[traduceți] și grupul SEALDs⁠(en)[traduceți].

## Publicații

### Reviste
- „Bungei”

### Cărți și serii de cărți
- Seria „Kawade Bunko⁠(ja)[traduceți]”
- Seria „Kawade Books⁠(ja)[traduceți]”
- Seria „Sekai no Daishisō⁠(ja)[traduceți]”
- Seria „Kawade Yume Mook⁠(ja)[traduceți]”
- Seria „Kawade Michi no Techō⁠(ja)[traduceți]”

## Autori români publicați de editură
- Mircea Eliade, Maitorei (Maitreyi); traducere de Haruya Sumiya. A fost inclusă în vol. Maitorei. Keibetsu, împreună cu romanul Disprețul al lui Alberto Moravia.[2][3]

## Vezi și
- KK Bestsellers⁠(ja)[traduceți], o editură japoneză creată sub denumirea de „Kawade Bestsellers”, ca o companie-fiică a Kawade.

## Legături externe
- Site-ul oficial al Kawade Shobo Shinsha / 河出書房新社
- 河出書房新社 pe Twitter
- Pagina revistei „Bungei” pe Facebook